# Bento de Góis
Bento de Góis, auch Bento de Goes und Benedikt Goës, (* Juli 1562 in Vila Franca do Campo, Azoren; † 11. April 1607 in Suzhou) war ein portugiesischer Jesuit und Missionar und Entdecker in Asien.

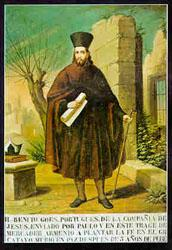
Bento de Góis, Bildnis in Loyola (Spanien).

## Leben
Bento de Góis durchzog zwischen 1602 und 1607 von Agra aus unter dem Namen Abdallah von Indien durch Hochasien. Er besuchte dabei Kabul und Kaschgar, stieg mit der jährlich nach China abgehenden Karawane über die Steppe des Pamir und nach Yarkant. Ende 1605 erreichte er über Aksu den Ort Karaschahr, wo er erfuhr, dass Matteo Ricci in Cathay lebte. Damit hatte er zu seiner Verwunderung entdeckt, dass Cathay und China ein und dasselbe Land bezeichneten. Goës war ebenso wie Ricci stark astronomisch interessiert und beschrieb im Schriftwechsel mit diesem als einer der ersten den Lichtwechsel von Algol im Sternbild Perseus (Beta Persei). Goes ging weiter nach Suzhou (in Gansu).
Hier wurde er mehr als ein Jahr durch die Muslime bedrängt und wohl auch körperlich attackiert, bevor Ricci ihm Unterstützung bringen konnte. Er erlag hier im März oder April 1607 seinen Entbehrungen. Alle seine Güter, einschließlich sogar seiner Tagebücher, wurden von den Muslimen geplündert.
Sein Begleiter, der Armenier Isaak, erreichte glücklich China und gab einen genauen Bericht über die Reise an die Missionare in Peking. Der Reisebericht findet sich in Nic. Trigautii de expeditione Christiana apud Sinas, suscepta a soc. Jesu (Leiden 1616).